# Segestria inda
Segestria inda là một loài nhện trong họ Segestriidae.
Loài này thuộc chi Segestria. Segestria inda được Eugène Simon miêu tả năm 1906.